# Laeosopis thiersi
Laeosopis thiersi är en fjärilsart som beskrevs av Betti 1977. Laeosopis thiersi ingår i släktet Laeosopis och familjen juvelvingar. Inga underarter finns listade i Catalogue of Life.